# 國道463號

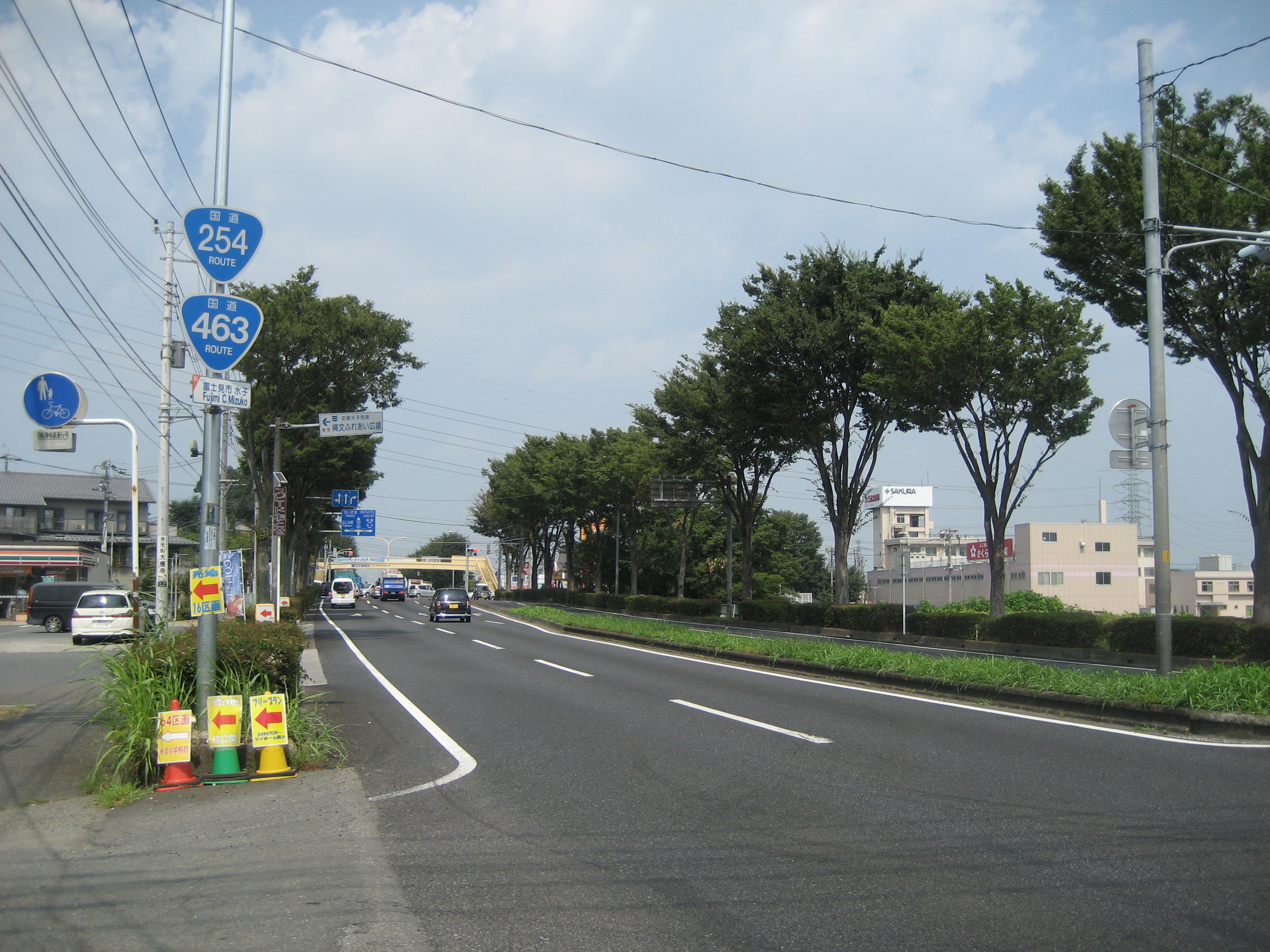
富士見市水子 (富士見市)

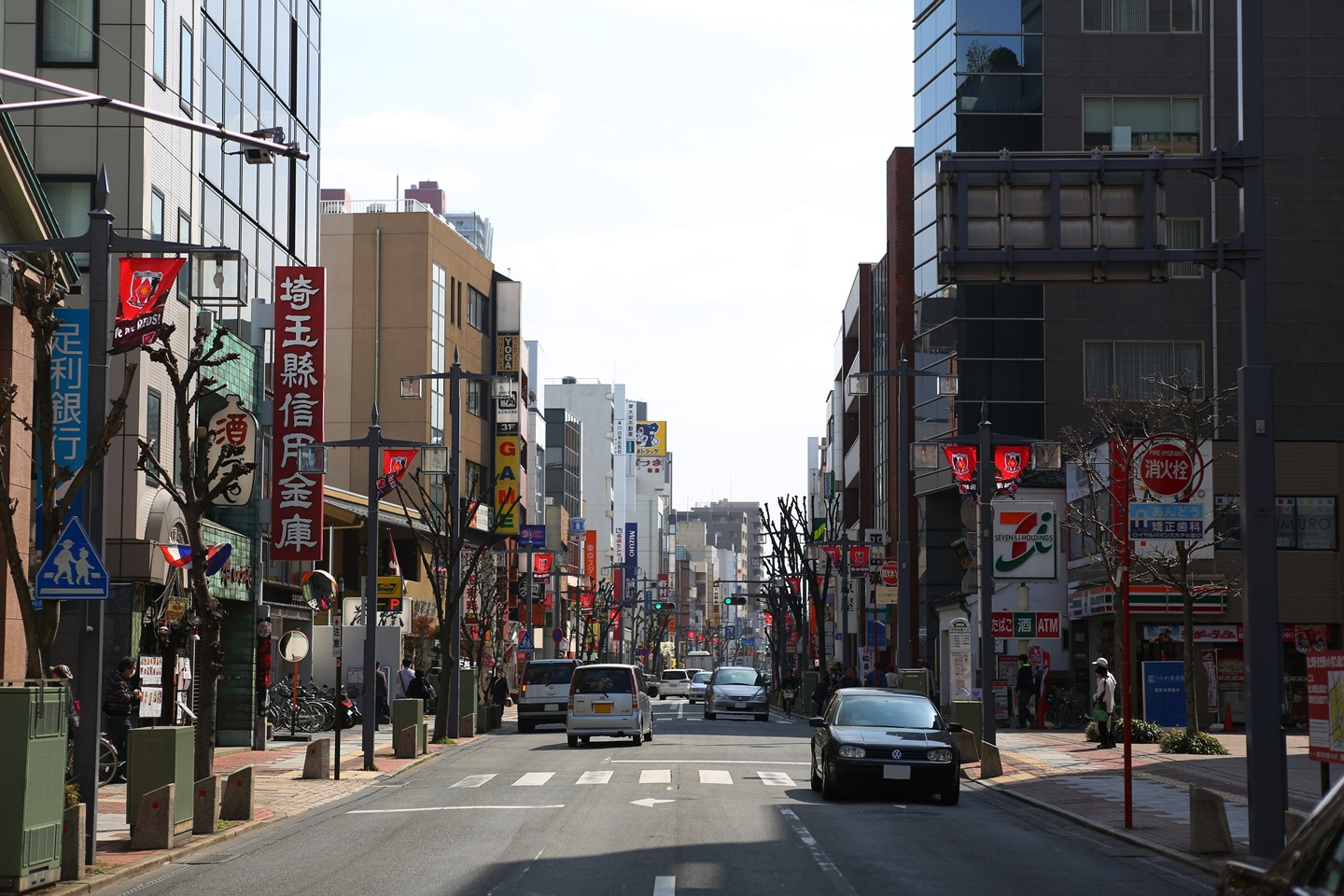
埼玉縣埼玉市浦和區起點12公里處。浦和站周邊的舊中山道。

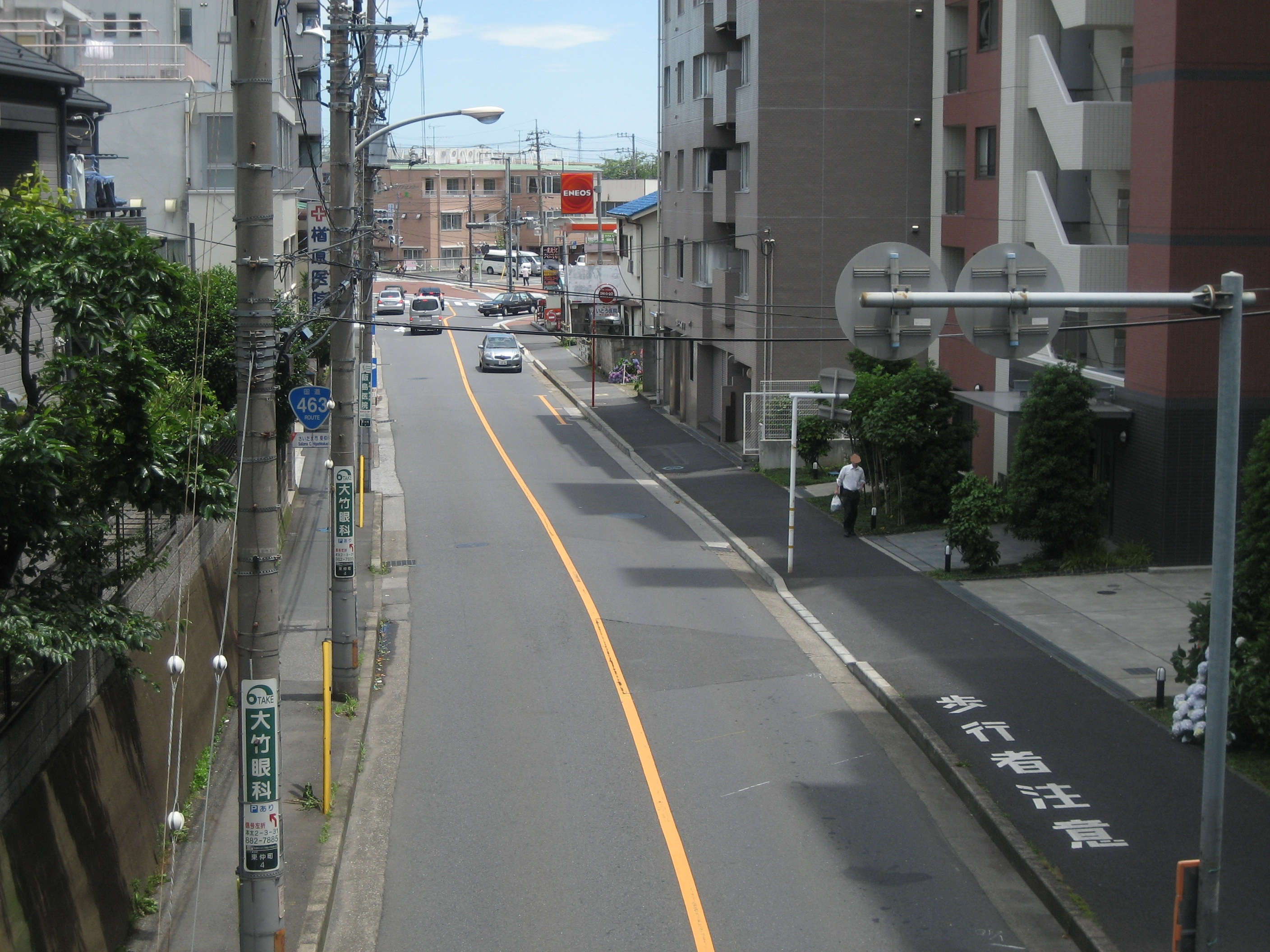
浦和區東仲町（現道）

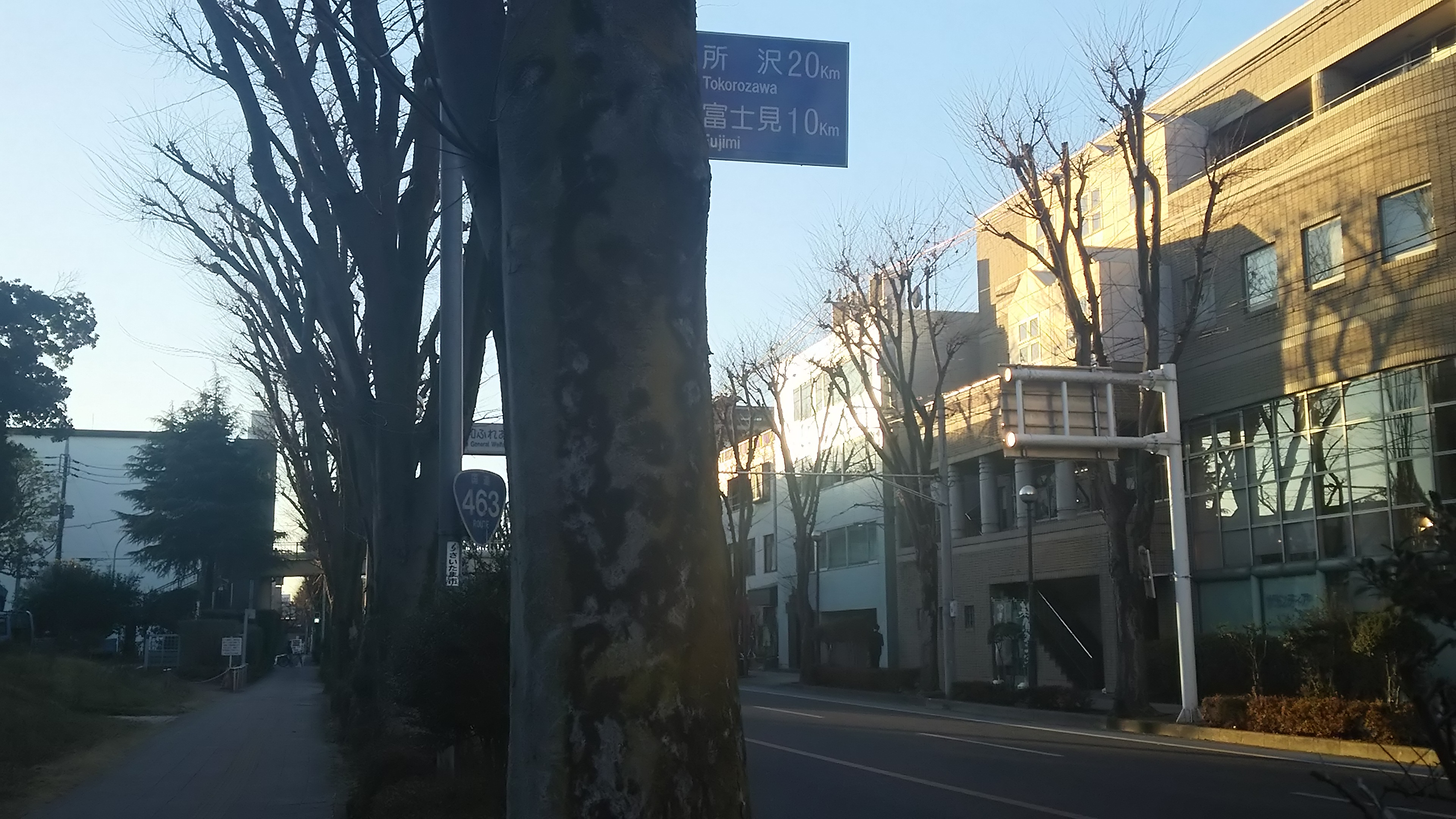
浦和區常盤

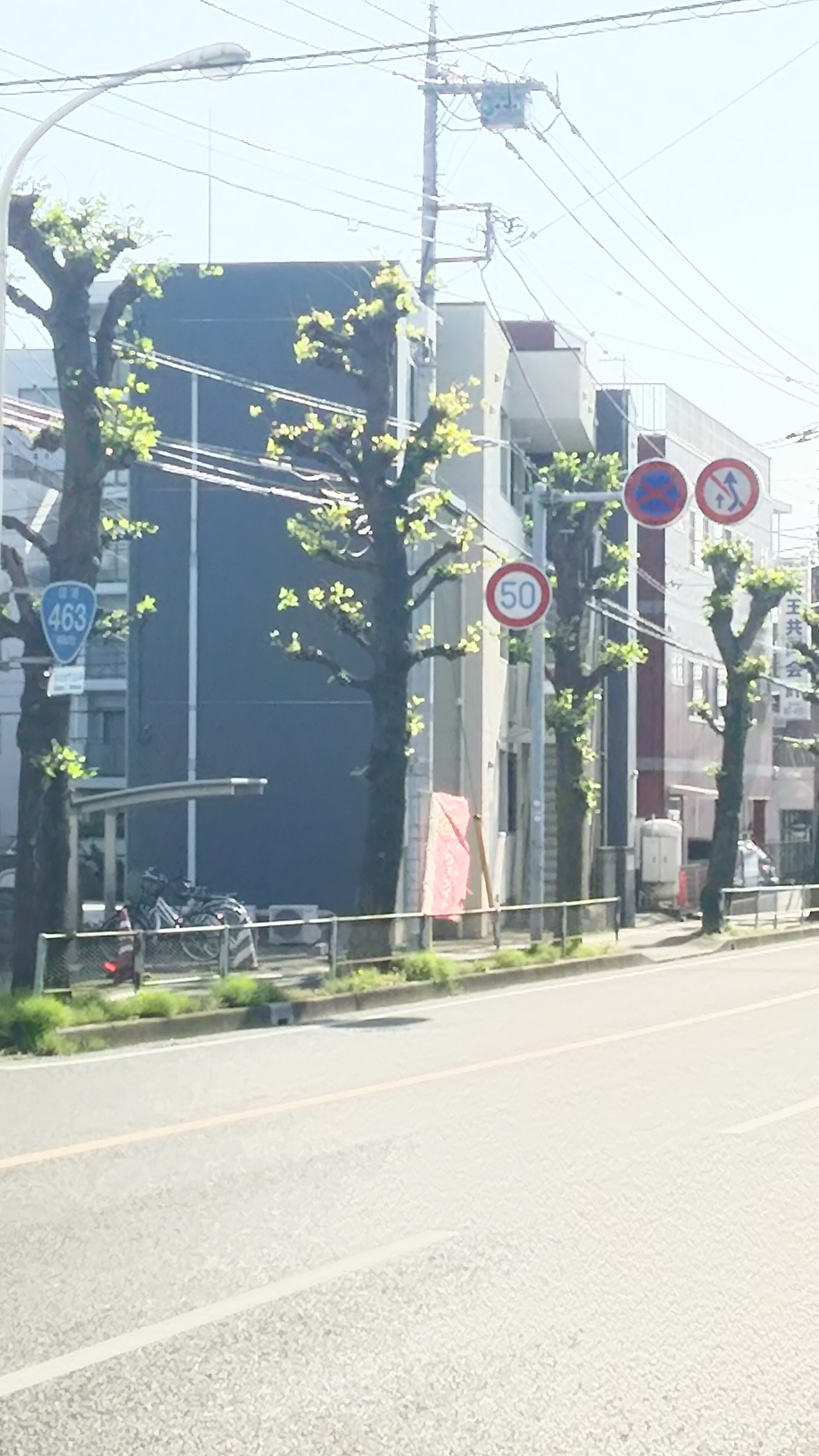
櫻區山久保

國道463號（日语：／）是日本自埼玉縣越谷市至入間市的一般國道，也是唯一起訖點都在埼玉縣內的國道。

## 概要
本國道的埼玉縣越谷市至埼玉市浦和區、以及所澤市至入間市，為現道與繞道並行的區間。現道、繞道皆在終點入間市連通國道299號。
北浦和站入口（埼玉縣埼玉市浦和區）交差點 - 西新井町交差點（所澤市）之間有約長達17公里的櫸樹，曾在1994年入選讀賣新聞社的「新・日本街路樹100景」之一。這些櫸樹是1973年為了淨化汽車排放廢氣所種植，其中所澤市東新井町到西新井町長3公里的區間更被稱為「綠色隧道」。北浦和站入口交差點、下大久保交差點（埼玉市櫻區）、熊野神社東交差點（所澤市）附近皆設有「日本第一櫸木行道樹」的解說板。

### 路線資料
- 起點：埼玉縣越谷市（神明町（日语：神明町 (越谷市)）交岔點=埼玉縣道405號北越谷停車場線（日语：埼玉県道405号北越谷停車場線）起點）
- 終點：埼玉縣入間市 河原町（日语：河原町 (入間市)）交岔點=國道299號（日语：国道299号）、國道407號（日语：国道407号）（重複）終點）
- 途經行政區：埼玉市、富士見市、新座市、所澤市
- 指定區間（日语：指定区間）：埼玉縣埼玉市南區別所（日语：別所 (さいたま市)）・浦和區高砂（日语：高砂 (さいたま市)） 縣政府（日语：埼玉県庁）前交岔點 - 常盤（日语：常盤 (さいたま市)）・北浦和（日语：北浦和） 北浦和車站入口交岔點
- 總長度：63.9 km（埼玉縣34.8 km、埼玉市29.1 km）含共線區間。[3][注釋 1]
- 共線區間：5.6 km（埼玉縣3.7 km、埼玉市1.9 km）[3][注釋 1]
- 未啟用區間：無[3][注釋 1]
- 實際長度：58.3 km（埼玉縣31.0 km、埼玉市27.3 km）[3][注釋 1]
  - 現道：36.7 km（埼玉縣20.4 km、埼玉市16.3 km）[3][注釋 1]
  - 舊道：10.7 km（埼玉縣10.7 km、埼玉市0km）[3][注釋 1]
  - 新道：10.9 km（埼玉縣0km、埼玉市10.9 km）[3][注釋 1]
- 指定區間（日语：指定区間）：埼玉市浦和區縣廳前交差點 - 北浦和站入口交差點（國道17號重複區間）

## 歷史
- 1993年4月1日：埼玉縣主要地方道1號浦和越谷線、2號浦和所澤線、7號入間所澤線升格為一般國道。新浦和橋（日语：新浦和橋）收費道路通車啟用。
- 1996年：新見沼大橋收費道路（日语：新見沼大橋有料道路）通車啟用。
- 2001年：越谷浦和繞道（日语：越谷浦和バイパス）全線通車。
- 2003年5月6日：新浦和橋收費道路交由埼玉市管理，取消通行費。

## 路線狀況

### 通稱
- 越谷街道[4]（神明町交差點 - 埼玉市浦和區仲町（日语：仲町 (さいたま市浦和区)）交差點）
  - 日光御成街道（埼玉市綠區大門（日语：大門 (さいたま市)）上交差點〜大門小學校（日语：さいたま市立大門小学校）入口交差點）
- 舊中山道（仲町交差點 - 埼玉市浦和區浦和站西口交差點）
- 縣廳通（浦和站西口交差點 - 縣廳前交差點）[5][6]
- 中山道（縣廳前交差點 - 北浦和站入口交差點）
- 埼大通（越谷浦和繞道（日语：越谷浦和バイパス）在埼玉市內的通稱）
- 行政道路（所澤市、入間市）[7][8]

地方民眾多稱中山道（與國道17號重複）為「17號」，舊中山道則稱為「中山道」，有可能造成外地民眾混淆。

### 繞道
- 越谷浦和繞道（日语：越谷浦和バイパス）
- 浦和所澤繞道（日语：浦和所沢バイパス）
- 所澤入間繞道（日语：所沢入間バイパス）

### 共線區間
- 埼玉縣埼玉市綠區 大門（日语：大門 (さいたま市)）（上）交岔點 - 大門小学校（日语：さいたま市立大門小学校）入口交岔點：埼玉縣道105號埼玉鳩谷線（日语：埼玉県道105号さいたま鳩ヶ谷線）
- 埼玉縣埼玉市浦和區 仲町（日语：仲町 (さいたま市浦和区)）交岔點 - 高砂（日语：高砂 (さいたま市)） 浦和車站西口交岔點：埼玉縣道65號埼玉幸手線（日语：埼玉県道65号さいたま幸手線）
- 埼玉縣埼玉市南區別所（日语：別所 (さいたま市)）・浦和區高砂 縣政府（日语：埼玉県庁）前交岔點 - 常盤（日语：常盤 (さいたま市)）・北浦和（日语：北浦和） 北浦和車站入口交岔點：國道17號
- 埼玉縣埼玉市櫻區 埼大前交岔點 - 富士見市南畑新田・志木市上宗岡（日语：上宗岡） 羽根倉橋（日语：羽根倉橋）（西）交岔點：埼玉縣道215號宗岡埼玉線
- 埼玉縣富士見市 下南畑（日语：下南畑）交岔點 - 新座市 英IC（日语：英インターチェンジ）：國道254號
- 埼玉縣所澤市 金山町（日语：金山町 (所沢市)）交岔點 - 大六天交岔點（所澤入間繞道（日语：所沢入間バイパス））：埼玉縣道179號所澤青梅線（日语：埼玉県道・東京都道179号所沢青梅線）

### 收費道路
- 新見沼大橋收費道路（日语：新見沼大橋有料道路）（埼玉市綠區，越谷浦和繞道）

## 地理

### 通過市町村
- 埼玉縣

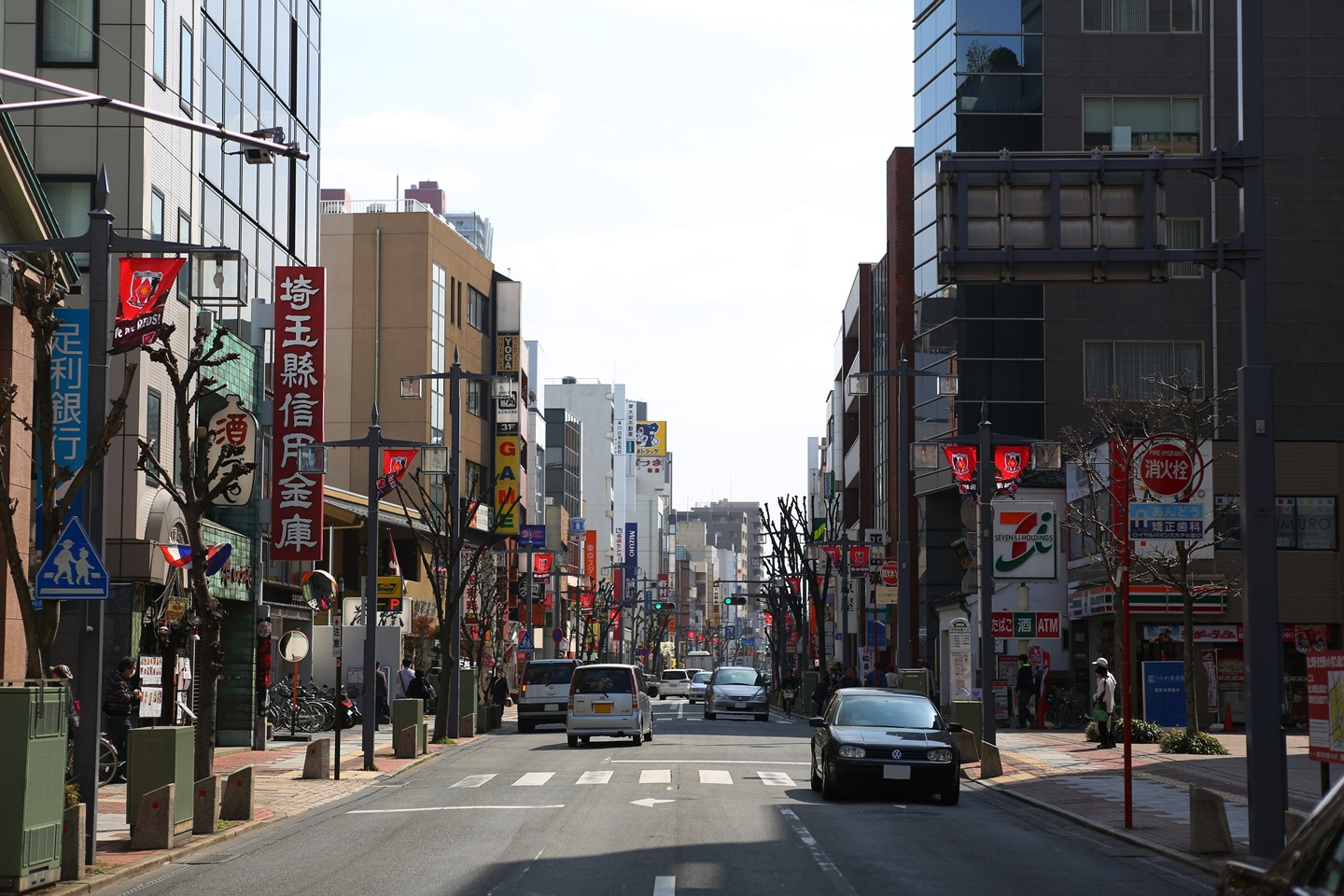
埼玉市浦和區仲町 (埼玉市浦和區)

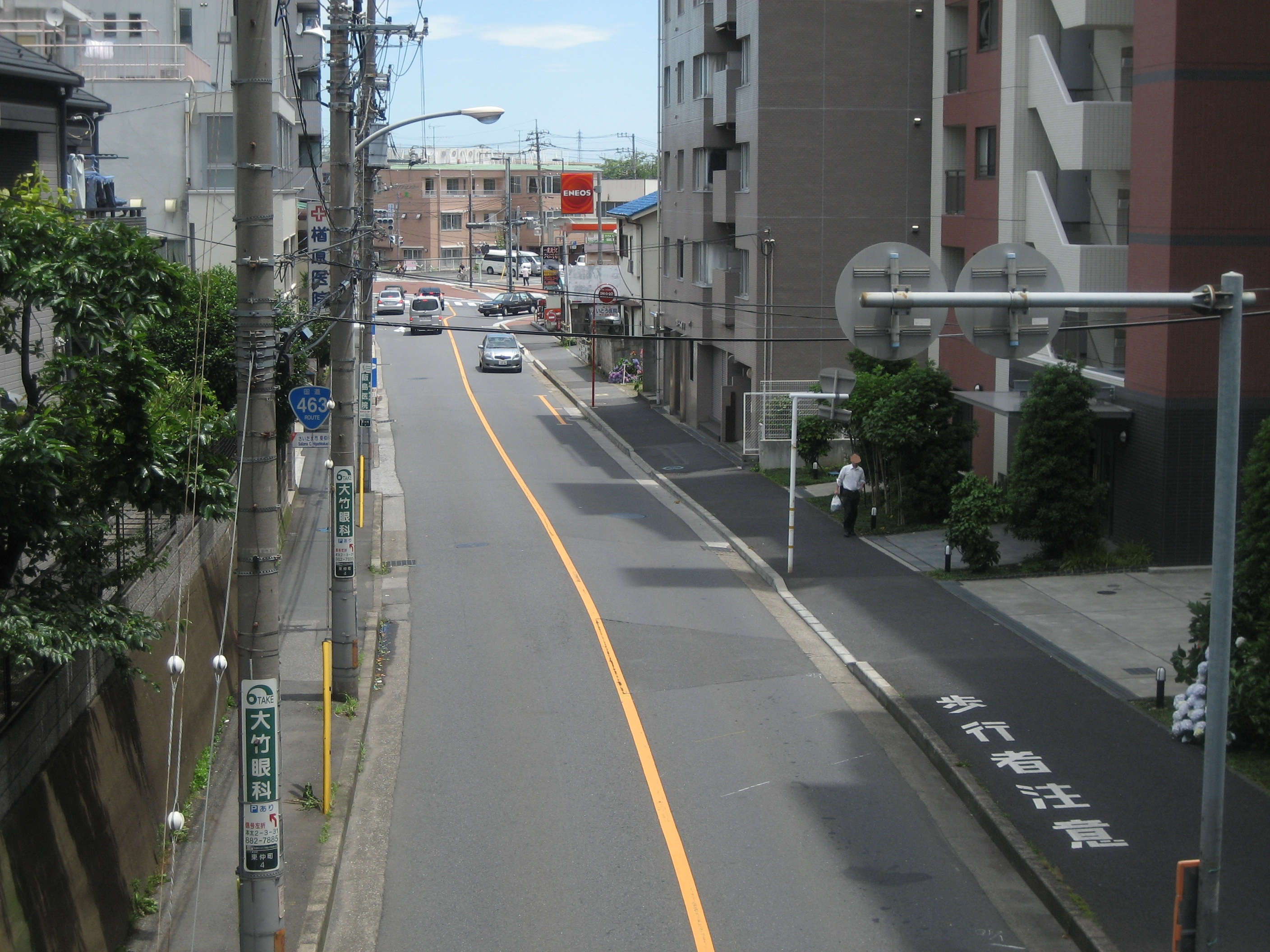
埼玉市浦和區東仲町

  - 越谷市 - 埼玉市（岩槻區） - 川口市 - 埼玉市（岩槻區 - 綠區 - 浦和區 - 南區 - 浦和區 - 中央區 - 櫻區 - 中央區 - 櫻區） - 志木市 - 富士見市 - 志木市 - 富士見市 - 入間郡三芳町 - 新座市 - 所澤市 - 入間市

### 連接路線
（※越谷市 - 埼玉市間越谷浦和繞道，所澤市 - 入間市間所澤入間繞道區間除外。請參照兩區間內項目）
| 連接道路                                                  | 連接道路                                  | 交差點名         | 所在地   | 所在地   |
| --------------------------------------------------------- | ----------------------------------------- | ---------------- | -------- | -------- |
| 埼玉縣道405號北越谷停車場線                               |                                           |                  |          |          |
| 國道4號                                                   | 國道4號                                   | 神明町           | 越 谷 市 | 越 谷 市 |
| 埼玉縣道324號蒲生岩槻線                                   | 埼玉縣道324號蒲生岩槻線                   | 五才川橋         | ※        | ※        |
|                                                           | 埼玉縣道381號東大門安行西立野線           | 大門坂下         | 綠 區    | 埼 玉 市 |
|                                                           | 埼玉縣道105號埼玉鳩谷線（日光御成街道）   | 大門小學校入口   | 綠 區    | 埼 玉 市 |
| 埼玉縣道105號埼玉鳩谷線（日光御成街道）                   | 埼玉縣道105號埼玉鳩谷線（日光御成街道）   | 大門（上）       | 綠 區    | 埼 玉 市 |
| 國道122號（岩槻街道）                                     | 國道122號（岩槻街道）                     | 大門             | 綠 區    | 埼 玉 市 |
|                                                           | （見沼台通）                              |                  | 綠 區    | 埼 玉 市 |
|                                                           | （和田通）                                |                  | 綠 區    | 埼 玉 市 |
|                                                           | 埼玉縣道235號大間木蕨線（東浦和站前通）   | 東浦和站入口     | 綠 區    | 埼 玉 市 |
|                                                           | （尾間木支所通）                          |                  | 綠 區    | 埼 玉 市 |
| 埼玉縣道1號埼玉川口線（第二產業道路）                     | 埼玉縣道1號埼玉川口線（第二產業道路）     | 綠區役所（北）   | 綠 區    | 埼 玉 市 |
| 埼玉縣道1號埼玉川口線                                     | 埼玉縣道1號埼玉川口線                     | 花月             | 綠 區    | 埼 玉 市 |
| 埼玉縣道35號川口上尾線（產業道路）                        | 埼玉縣道35號川口上尾線（產業道路）        | 原山             | 綠 區    | 埼 玉 市 |
| 越谷浦和繞道、道場三室線                                  |                                           | 本太坂下         | 浦 和 區 | 埼 玉 市 |
|                                                           | 高砂仲町線                                | 浦和站東口（北） | 浦 和 區 | 埼 玉 市 |
| 埼玉縣道65號埼玉幸手線 （舊中山道）                       | 埼玉縣道65號埼玉幸手線 （舊中山道）       | 仲町             | 浦 和 區 | 埼 玉 市 |
| 町谷本太線（市役所通、越谷海道）                          |                                           | 仲町             | 浦 和 區 | 埼 玉 市 |
| 埼玉縣道34號埼玉草加線 （縣廳通）                         | （縣廳通）                                | 浦和站西口       | 浦 和 區 | 埼 玉 市 |
| 埼玉縣道65號埼玉幸手線 （舊中山道）                       | 埼玉縣道213號曲本埼玉線（舊中山道）       | 浦和站西口       | 浦 和 區 | 埼 玉 市 |
| 國道17號（中山道）                                        | 國道17號（中山道）                        | 縣廳前           | 浦 和 區 | 埼 玉 市 |
| （縣廳通）                                                | 埼玉縣道40號埼玉東村山線（志木街道）      | 縣廳前           | 浦 和 區 | 埼 玉 市 |
| 町谷本太線（市役所通）                                    | 町谷本太線（市役所通）                    | 埼玉市役所前     | 浦 和 區 | 埼 玉 市 |
| （新六間道路）                                            | 埼玉縣道57號埼玉鴻巢線（新六間道路）      | 六間通           | 浦 和 區 | 埼 玉 市 |
| 越谷浦和繞道                                              | 埼玉縣道57號埼玉鴻巢線繞道                | 常盤七丁目       | 浦 和 區 | 埼 玉 市 |
| 埼玉縣道118號北浦和停車場線                               | 浦和所澤繞道（埼大通）                    | 北浦和站入口     | 浦 和 區 | 埼 玉 市 |
| 北浦和站入口交差點-東新井町交差點請參照「浦和所澤繞道」。 |                                           |                  |          |          |
| 埼玉縣道6號川越所澤線                                     | 埼玉縣道6號川越所澤線                     | 峰之坂           | 所 澤 市 | 所 澤 市 |
|                                                           | 所澤入間繞道（所澤街道）                  | 宮本町           | 所 澤 市 | 所 澤 市 |
| 埼玉縣道8號川越入間線（入間市藤澤交差點）                 | 埼玉縣道8號川越入間線（入間市藤澤交差點） | 藤澤             | 入 間 市 | 入 間 市 |
| 埼玉縣道226號入間市停車場線                               |                                           |                  | 入 間 市 | 入 間 市 |
| 國道16號                                                  | 國道16號                                  | 河原町           | 入 間 市 | 入 間 市 |
| 國道299號、國道407號（飯能方向）                          |                                           |                  |          |          |

- 埼玉市浦和區本太坂下交差點 - 仲町（日语：仲町 (さいたま市浦和区)）交差點區間是埼玉市都市計畫道路町谷本太線（日语：町谷本太線）的一部分。
- ※五才川橋交差點位於越谷市與埼玉市岩槻區的交界上。

### 交會鐵道、河川
※越谷浦和繞道、所澤入間繞道請參照其頁面。
- 綾瀨川（日语：綾瀬川）
- 埼玉高速鐵道線（東川口站與浦和美園站之間）
- 芝川（日语：芝川 (埼玉県)）
- 東北本線（浦和站與北浦和站之間）
- 參照「浦和所澤繞道」
- 西武新宿線（所澤站與航空公園站之間）
- 西武池袋線（武藏藤澤站與稻荷山公園站之間）

### 沿線主要設施（本線）
- 美園WING CITY（日语：みそのウイングシティ）
- 美園郵便局
- 大門宿（日语：大門宿）本陣跡
- 埼玉縣立浦和養護學校（日语：埼玉県立浦和養護学校）
- 埼玉市立浦和生活博物館民家園（日语：さいたま市立浦和くらしの博物館民家園）
- 芝川第一調節池（日语：芝川第一調節池）
- 淺間神社
- 浦和明之星女子中學校·高等學校（日语：浦和明の星女子中学校・高等学校）
- 浦和東警察署（日语：浦和東警察署）
- 吉祥寺（日语：吉祥寺 (さいたま市)）
- 埼玉市立東浦和中學校（日语：さいたま市立東浦和中学校）
- PLAZA EAST（日语：プラザイースト）
- 綠區役所
- 埼玉市浦和駒場體育場
- 埼玉市立原山中學校（日语：さいたま市立原山中学校）
- 浦和Royal Pines Hotel（日语：浦和ロイヤルパインズホテル）
- 浦和美術館（日语：うらわ美術館）
- 常盤公園（日语：常盤公園 (さいたま市)）
- 玉藏院（日语：玉蔵院 (さいたま市)）
- 埼玉會館（日语：埼玉会館）
- 埼玉縣廳（日语：埼玉県庁）
- 埼玉縣警察（日语：埼玉県警察）
- 埼玉地方裁判所（日语：さいたま地方裁判所）
- 埼玉商工会議所（日语：さいたま商工会議所）
- 埼玉縣立文書館（日语：埼玉県立文書館）
- 埼玉市役所（日语：さいたま市役所）
- 浦和消防署（日语：浦和消防署）（埼玉市消防本部）
- 埼玉縣知事公館（日语：埼玉県知事公館）
- 浦和警察署（日语：浦和警察署）
- NHK埼玉放送局
- 埼玉市立常盤小學校（日语：さいたま市立常盤小学校）
- 參照「浦和所澤繞道」
- 所澤航空紀念公園
- 所澤航空紀念公園棒球場（日语：所沢航空記念公園野球場）
- 所澤市中央消防署
- JOHNSON TOWN（日语：ジョンソン・タウン）
- 入間市役所
- 丸廣百貨店入間店（日语：丸広百貨店入間店）

## 道路管理事務所
- 指定區間（日语：指定区間）：國土交通省大宮國道事務所
- 新見沼大橋收費道路（日语：新見沼大橋有料道路）：埼玉縣道路公社（日语：埼玉県道路公社）
- 指定區間外
  - 越谷市：埼玉縣越谷縣土整備事務所
  - 埼玉市岩槻區：埼玉縣埼玉市北部建設局
  - 埼玉市綠區、浦和區、中央區、櫻區：埼玉縣埼玉市南部建設局
  - 志木市、新座市：埼玉縣朝霞縣土整備事務所
  - 富士見市、三芳町、所澤市：埼玉縣川越縣土整備事務所
  - 入間市：埼玉縣飯能縣土整備事務所

### 資料來源
1. ↑  浅井建爾.  初版. 日本実業出版社. 2001-11-10: 127. ISBN 4-534-03315-X.
2. ↑  . 埼玉新聞. 2016-05-15  [2016-11-30]. （原始内容存档于2016-11-30）.
3. 1 2 3 4 5 6 7   (PDF). 道路統計年報2016. 國土交通省道路局: 26.   [2017-04-09]. （原始内容存档 (PDF)于2017-03-24）.
4. ↑  なお越谷街道（旧道）や463バイパス、浦和駅東口に出る道もすべて大渋滞です。谷中信人（さいたま市議会議員・公明党所属）公式Facebook2013年10月5日投稿
5. ↑  市報さいたま2014年7月号7頁PDFさいたま市
6. ↑  アクセス （页面存档备份，存于）埼玉会館
7. ↑  行政道路 （页面存档备份，存于）所沢市
8. ↑  『入間市史　通史編』945頁（入間市 1994年）
9. ↑  請參照「埼玉縣道213號曲本埼玉線」、「埼玉縣道65號埼玉幸手線」、「埼玉縣道164號鴻巢桶川埼玉線」。

## 關連項目
- 關東地方道路一覽
- 道場三室線（日语：道場三室線）